# Télé Star
Télé Star ist eine seit 1976 wöchentlich erscheinende französische Programmzeitschrift.
Die Zeitschrift wurde 1976 von Herausgeber Cino Del Duca als vollfarbige Programmzeitschrift mit Magazinteil gegründet. Die Zeitschrift wurde 1994 von der britischen Mediengruppe EMAP übernommen und die französische Sparte ging 2006 an Arnoldo Mondadori Editore France über. Seit 2020 ist Télé Star bei der französischen Mediengruppe Reworld Media beheimatet.
Die Auflage beträgt etwa 810 000 Exemplare (Stand: 2016).